# Уве Якобзен
Уве Якобзен (нім. Uwe Jacobsen, 22 вересня 1940) — німецький плавець.
Учасник Олімпійських Ігор 1960 року, срібний медаліст 1964 року.